# 家に帰ってくれないか?
「家に帰ってくれないか?」（いえにかえってくれないか、Baby Won't You Please Come Home）、「家へ帰らないか」または「ベイビー、家へ帰ってくれないか」は、1919年にチャールズ・ウォーフィールドとクラレンス・ウィリアムズ によって書かれたブルースの歌である。この歌の原作者については真贋問題となっている。ウォーフィールドは自分がこの歌のただ一人の作者だと主張している。
この歌は非常に多くの音楽家にカバーされてきていて、ジャズのスタンダードになっている。最初にヒットしたバージョンはベッシー・スミスの1923年の録音で、チャートで4週間にわたり最高で6位に留まっていた。

## 歌や演奏
- ベッシー・スミス（1923年）
- クラレンス・ウィリアムズのブルー・ファイブ（1927年）
- George Thomas with McKinney's Cotton Pickers（1930年）
- The Mills Brothers（1932年）
- ジャンゴ・ラインハルト（1937年）
- ライオネル・ハンプトン（1938年）
- ルイ・アームストロング（1939年）
- カウント・ベイシー・オーケストラ - The Jubilee Alternatives（1944年）
- ベニー・グッドマンと彼のオーケストラ（1945年）
- ジョー・スタッフォード・ウィズ・ザ・ナット・キング・コール・トリオ（1946年）
- ルイ・アームストロング - サッチモ・アット・シンフォニー・ホール（1947年）
- シドニー・ベシェと彼のフィートウォーマーズ（1949年）
- レイ・チャールズ（1952年）
- ジャック・ティーガーデン - Club Hangover Broadcasts with Jackie Coon（1954年）
- フランク・シナトラ - Where Are You?（1957年）
- ビリー・ホリデイ（1959年）
- デラ・リース Della Reese （1960年）
- リック・ネルソン Ricky Nelson （1960年）
- サム・クック（1962年）
- マイルス・デイヴィス - セヴン・ステップス・トゥ・ヘヴン （1963年）
- ディーン・マーティン（1964年）